# Čečkov
Čečkov je vesnice v okrese Benešov, součást obce Jankov. Nachází se 4 km na jih od Jankova. Je zde evidováno 14 adres.

## Historie
První písemná zmínka o vesnici pochází z roku 1518.

## Další fotografie

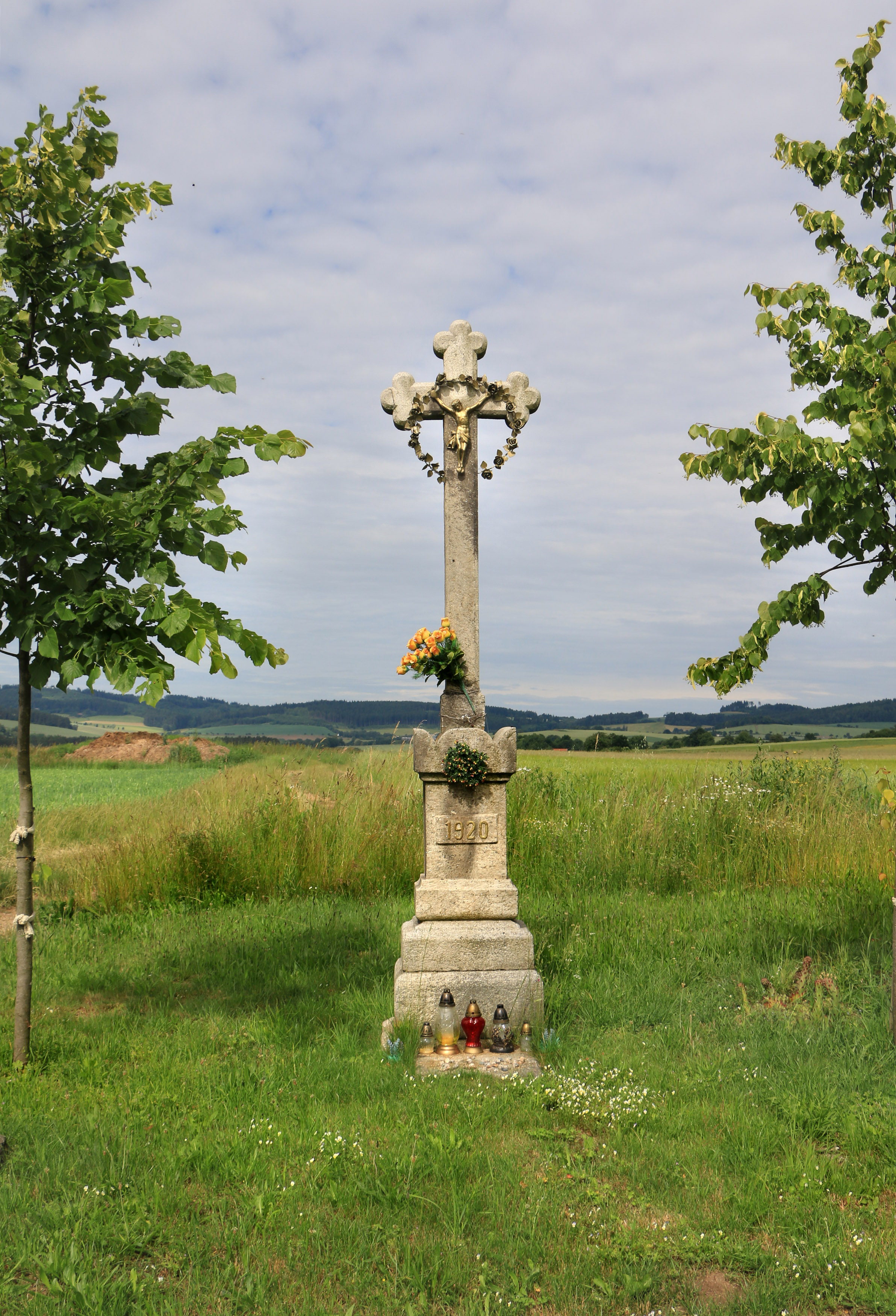
Kříž na východním okraji vesnice
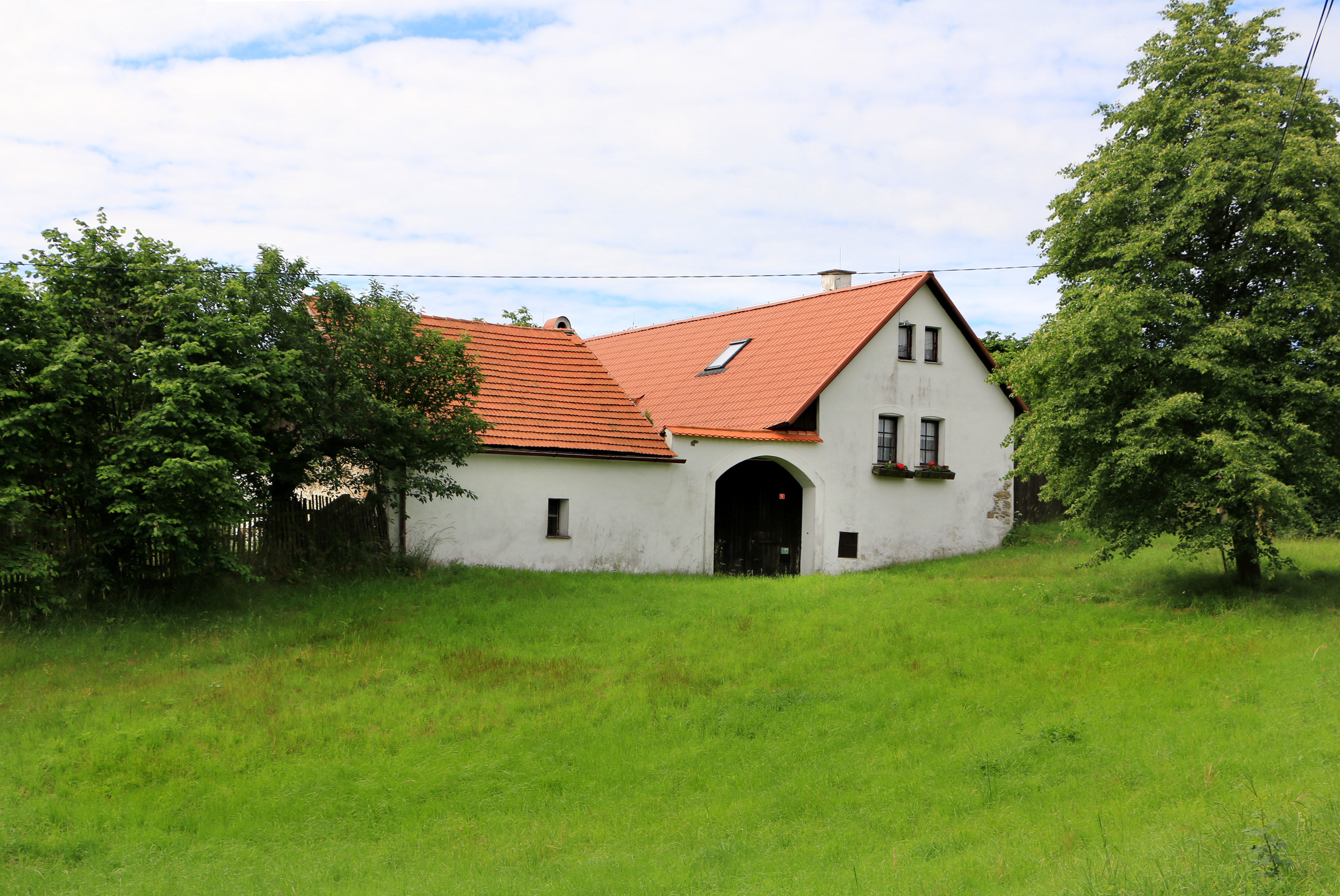
Dům čp. 11
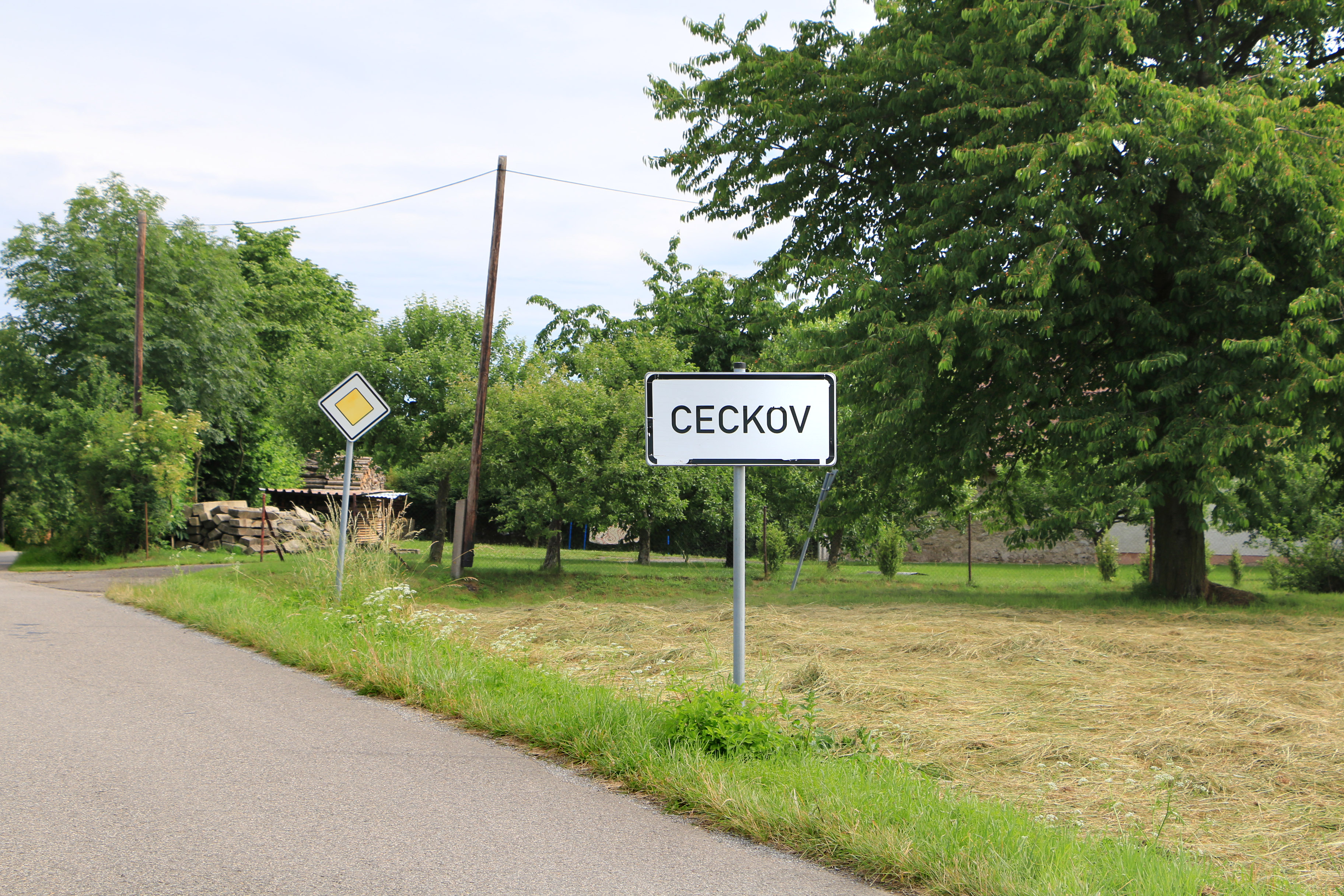
Upravený označník (vesnice se jmenuje Čečkov)